# Einiozaur
Einiozaur (Einiosaurus), ejniozaur – duży przedstawiciel ceratopsów.
Nazwa rodzajowa Einiosaurus pochodzi od słowa eini, co w języku Czarnych Stóp oznacza bizona oraz od łacińskiego saurus, oznaczającego jaszczura.

## Opis
Einiozaur wyposażony był w długi róg na nosie, zakrzywiony ku przodowi, oraz parę prostych rogów na brzegu tarczy. Jego dziób z przodu pyska był przystosowany do zrywania twardych części roślin, które były rozdrabniane przez zęby policzkowe z tyłu pyska i gastrolity w żołądku mięśniowym. Einiozaur miał również mięsisty ogon.
Róg nie służył zapewne einiozaurowi do walki, tylko do pokazów godowych. Kryza była bardzo duża i zapewne także odgrywała istotną rolę w czasie pokazów. Możliwe, że poszczególne osobniki różniły się kształtem rogów. Dinozaur ten, podobnie jak dzisiejszy bizon, przemierzał w stadach prerie Montany.

## Wielkość
Einiozaur miał około 7 metrów długości i około 2,5 metra wysokości. Einiozaur ważył około 5 ton.

## Występowanie
Einiozaur żył w późnej kredzie około 84–72 milionów lat temu na terenie Ameryki Północnej (Montana).

## Behawior i etologia
Einiozaury żyły zapewne w stadach, ponieważ w jednym miejscu odkryto aż trzy osobniki: dorosłego, młodocianego i bardzo starego.

## Historia odkryć
Szczątki tego dinozaura zostały znalezione przez Scotta Sampsona w 1995 w północno-centralnej części stanu Montana.

## Gatunki
- Einiosaurus procurvicornis – byczy jaszczur z rogiem wygiętym w przód.